# Cascatas de Fecha de Barjas
As Cascatas de Fecha de Barjas, por vezes designadas Cascatas do Taiti (designação errada) são uma queda de água (cascata) localizada nas Caldas do Gerês, freguesia de Vilar da Veiga, concelho de Terras de Bouro e distrito de Braga, em Portugal.
É uma cascata de alta montanha cujas águas são provenientes do Rio Arado e onde só se pode chegar por caminhos pedestres dada a grande dificuldades de acesso ao local visto os caminhos serem muito sinuosos e agrestes. 
Esta queda de água termina numa calma e serena lagoa com margens de areia e águas cristalinas que representa um refúgio para o difícil caminho.

## Acesso
Em 2015, o dono de um terreno agrícola privado cobrava um euro de taxa de passagem pelo acesso à cascata.
Em 2016 o caminho está fechado, sendo necessário fazer um percurso mais demorado e perigoso. 
Em 2019, é possível ir à parte mais baixa da cascata por um caminho existente na margem esquerda da cascata. São cerca de 7-10 minutos a pé. Não se aconselha a quem tem crianças pequenas, dado existirem locais que é preciso passar com mais cuidado e destreza.
Em 2022, os banhos na cascata vão passar a ser proibidos, após os vários acidentes que ocorrem todos os anos, alguns deles com desfecho mortal.
Em 2024 houve oito quedas junto à cascata, com cinco feridos e um morto. O Município de Terras de Bouro abriu novo concurso público, com o preço base de 270 mil euros, para a obra de “Ordenamento da Visitação na Cascata das Barjas” que, além de um miradouro para contemplar a queda de água, será criada uma nova zona de circulação, com redes de proteção e gradeamento, com o objetivo de aumentar a segurança dos visitantes.